# تاكاشي ماتسوموتو
تاكاشي ماتسوموتو (باليابانية: 松本たかし؛ بالكانا: まつもと たかし) هو كاتب وشاعر ياباني، ولد في 5 يناير 1906 في طوكيو في اليابان، وتوفي في 11 مايو 1956.